# Герб Токантінса
Герб штату Токантінс — геральдична емблема і один із офіційних символів бразилійського штату Токантінс, як встановлено в пункті 1 статті 3 Конституції штату. Його використання в будь-яких документах, паперах, сюжетах, веб-сайтах, фасадах громадських будівель, транспортних засобах, табличках у загальній та інституційній рекламі є обов'язковим у межах компетенції державної виконавчої гілки, що складається з її органів та установ.

## Історія
Герб був створений законом штату № 92 від 17 листопада 1989 року, схваленим губернатором Хосе Вілсоном Сікейра Кампосом. Автором дизайну герба штату Токантінс є геральдист Хосе Луїс де Моура Перейра, який підписує свої роботи як Зелуїс, народився в Пара, проживає в Бразиліа.

## Геральдичний опис
Геральдичний опис надається статтею 1 закону про створення:
Герб штату Токантінс, що складається з еліптичного щита з вирізаною главою синього кольору, із половиною стилізованого золотого сонця, від якого виходять 5 (п'ять) променів, більших за 8 (вісім) неповнолітні, обмежені розділовою лінією. Нижня половина має шеврон синього кольору, фланги на правому та лівому флангах срібні, а низ — золотий, під щитом стрічка синього кольору з написом «Estado do Tocantins» і дата «JAN 1st 1989» срібними літерами. Над щитом золота зірка з синьою облямівкою, увінчана девізом срібними літерами на синій стрічці «CO YVY ORE RETAMA» — Ця Земля наша. Як опора, стилізований лавровий зелений вінок, як зазначено в Обґрунтованому меморіалі та мистецтві (I — поліхроматичне зображення; II — традиційні геральдичні кольори; III — модульна конструкція).
У верхній частині герба ви можете побачити фразу мовою тупі: «Co yvy ore retama» [kɔ ɨˈβɨ ɔˈɾɜ ɾɜˈtãma], що португальською означає «Ця земля наша».
У своїй другій статті закон 92/1989 також описує модульну конструкцію герба:
Еліптичний щит кутом 60º (шістдесят градусів) шириною 8 (вісім) модулів, розсічений півколом радіусом 8 (вісім) модулів, спрямований від центру донизу, перетятий у верхній частині половиною стилізованого сонця з 5 (п'ятьма) точками по 3,5 (три з половиною) модуля та 8 (вісьмома) точками по 2 (два) модуля відповідно, а в нижній частині - крилом кутом 45º (сорок п'ять градусів) завширшки 1,5 (півтора) модуля. Під щитом лиштва шириною 1,8 (одна і вісім десятих) модуля, з написом "State of Tocantins" літерами по 1 (одному) модулю та датою 1st AN 1989" висотою 0,5 (половина) модуля, фірмовий бланк, п'ятипроменева зірка радіусом 1 (один) модуль, в облямівці 1,25 (одна і двадцять п'ять десятих) модуля радіусу. Над зіркою - лиштва завширшки 1 (один) модуль і девіз "CO YVY ORE RETAMA" літерами заввишки 0,5 (півтора) модуля.

### Кольори
Інструкція із застосування урядового логотипу Токантінса визначає такі кольори для створення герба:
|  | Колір   | sRGB (шістнадцятковий) | CMYK        |
|  | ------- | ---------------------- | ----------- |
|  | синій   | 24/56/132 (#2957A4)    | 10/80/0/0   |
|  | золотий | 243/174/0 (#FDB92E)    | 0/30/100/0  |
|  | зелений | 49/116/54 (#4F844C)    | 80/35/100/5 |
|  | срібний | 255/255/255 (#ffffff)  | 0/0/0/0     |